# Slatnar
Slatnar je slovensko podjetje iz Cerkelj na Gorenjskem. Družba deluje kot samostojno podjetje Petra Slatnarja, po katerem se imenuje. Ime Slatnar je bilo najprej znano kot nišni proizvajalec smučarskih vezi, ki se uporabljajo v smučarskih skokih, pod blagovno znamko Slatnar Carbon. Leta 2016 je prevzelo še proizvodnjo smučarsko skakalnih smuči od podjetja Elan, potem ko jo je ta opustil.

## Podjetje Slatnar
Podjetje je registrirano z imenom Peter Slatnar S.p., Kovinostrugarstvo v Cerkljah.

### Zgodovina
S podjetjem je začel oče Petra Slatnarja, prav tako z imenom Peter, ki je doma postavil kovinarsko predelovalno delavnico. Peter Slatnar mlajši je bil v mladosti smučarski skakalec in se je po končani športni karieri posvetil izdelkom iz te branže. 

### Vezi Slatnar
V smučarske skoke je prodrl z inovativno izdelavo petnega dela vezi, ki omogočajo večjo varnost. Vez je pod blagovno znamko Slatnar Carbon izdelal leta 2006 na pobudo sokrajana in trenerja Janija Grilca. Slatnarjeva vez se je med skakalci dobro prijela in jo je do leta 2012 uporabljala že preko polovica tekmovalcev.
V letu 2016 ima v programu vezi (angleško: bindings) tri različne modele, in sicer profesionalni model Air bindings in nekoliko cenejši model Evo bindings, ki sta oba na voljo v štirih različicah, ter še tretji model, Junior bindings, ki je namenjen najmlajšim in ga ponujajo v šestih različicah.  

### Skakalni čevlji Slatnar
Po prodoru z vezmi se je posvetil še programu čevljev za skakalce izdelane iz karbona. Izdelujejo tri vrste smučarsko skakalnih čevljev, za člane, za najmlajše ter univerzalne. 

### Skakalne smučke

#### Elan opustil, Slatnar prevzel
Dolgoletni proizvajalec skakalnih smuči Elan je leta 2016 izstopil iz te branže, ki velja za zelo nišno, dokaj posebno ter predvsem za majhno po prometu. Tedaj je v zadevo vskočil Peter Slatnar in se dogovoril za prevzem nadaljnjega poslovanja pod svojo blagovno znamko Slatnar. Za začetek so opremo in stroje najeli od Elana, prav tako so v proizvodnji ostali ljudje, ki imajo dolgoletne izkušnje z delom na tem področju. Tako je prišlo zelo hitro po Elanovi odpovedi do nove rešitve in zgolj dober mesec dni kasneje so pri Slatnarju predstavili svoje nove smučke. Tako gre Petru Slatnarju zahvala, da je v Sloveniji ostala proizvodnja skakalnih smučk. Izdelava bo zaenkrat še naprej potekala na Elanovi lokaciji, poleg Slatnarja pa sta za obdržanje programa zaslužna tudi Smučarska zveza Slovenije, ki je pomagala pri dogovoru, zadevo pa je podprlo tudi podjetje Delavska hranilnica z delnim sponzoriranjem.

#### Smuči Slatnar carbon
Pri Slatnarju izdelujejo dva modela skakalnih smuči, tekmovalne imenovane World Cup Skis Slatnar Carbon, ki prihajajo v treh različicah in tiste za najmlajše imenovane Junior Skis Slatnar Carbon. Njegove smučke že v štartu uporabljajo številni vrhunski tekmovalci, poleg ostalih oba zmagovalca zadnje elanove sezone 2015-16 svetovnega pokala, Peter Prevc in Sara Takanaši. 

#### Prve zmage na Slatnarjevih smučeh
Do prve zmage v Svetovnem pokalu za Slatnarjeve smuči so prišli na njihovi prvi tekmi sploh, in to po zaslugi Domna Prevca, ki je zmagal 25. novembra 2016 na prvi tekmi sezone 2016-17. Prav tako je bilo v ženski konkurenci, kjer je 2. decembra 2016 na prvi tekmi zmago dosegla Japonka Sara Takanaši. Tako so s Slatnarjevimi smučmi prišli do zmag na njihovih prvih tekmah v obeh konkurencah, moški in ženski. 

#### Pripomočki Slatnar
Poleg omenjenega izdeluje še razne manjše naprave in pomagala, ki se jih tudi uporablja pri smučarskih skokih.